# Powerhouse Animation Studios
Powerhouse Animation Studios, Inc. — американська анімаційна студія в Остіні, штат Техас. Студія була заснована в квітні 2001 року разом із дочірньою компанією Powerhaus Animation LLC, створеною влітку 2014 року. Компанія займається розробкою 2D анімації, анімаційних коміксів, графіки, цифрових ілюстрацій для фільмів, рекламних кампаній та освітніх закладів.

## Історія
Компанія Powerhouse Animation зі штаб-квартирою в Остіні, штат Техас, було засновано 1 квітня 2001 року як приватну анімаційну студію Френком Габріелом, Бредом Гребером та Брюсом Тінніном.
Назва Powerhouse Animation частково натхнена піснею Реймонда Скотта «Powerhouse». Девіз Powerhouse: «Покращувати людство за допомогою традиційної анімації та мультимедійних технологій космічної ери; сприяти правді, справедливості та капіталізму через мультфільми».
Восени 2014 року Powerhouse Animation Studios, Inc. відкрила свій перший офіс у Бербанку, Каліфорнія.
Powerhaus Animation LLC приєдналася до The Animation Guild, як підрозділ компанії Powerhouse і стала підписантом IATSE (Міжнародний альянс театральних і сценічних працівників) у травні 2015 року. У 2021 році Powerhouse підписала угоду з Netflix про створення нових анімаційних шоу для них.

## Проекти
У 2002 році студія Powerhouse створила короткометражний фільм «Герої», який був пародією на  фільм «Клерки», а також на персонажів коміксів Marvel. Після перегляду короткометражного фільму Кевін Сміт, режисер фільму «Клерки», зв’язався з компанією, щоб створити рекламний ролик із Dogma. Після продюсування короткометражного фільму Сміт найняв Powerhouse для створення аркадної машини з відеогрою. Гра була подарована Бену Аффлеку та Дженніфер Лопес як подарунок за їх роботу у фільмі Jersey Girl. У грі головним героєм є Лопес, яка намагається врятувати Аффлека від невідомого лиходія та банди ніндзя. Гравець бореться з кількома босами, включаючи робота Метта Деймона, а також з самим Смітом.У 2003 році студія створила короткометражний тестовий фільм за мотивами «Клерків» для Сміта. Вони анімували новий фільм «Clerks: The Lost Scene», який був включений до DVD, присвяченого 10 річниці фільму. Як пояснює сценарист і режисер Сміт перша сцена на DVD була спочатку написана для «Клерків», але її не зняли через бюджетні обмеження. Журнал Rolling Stone назвав короткометражку «кращим бонусним фільмом 2004 року».
У 2004 році студія анімувала кліп «Mr. Mom» для гурту Lonestar; у 2008 році вони співпрацювали з Hothead Games для створенням міні-ігор для відеогри Penny Arcade: On the Rain Slick Precipice of Darkness; у 2010 році вони створили внутрішньоігрову анімацію для гри RISK: Factions виробництва Electronic Arts і Hasbro.
Студія виробляє анімаційні версії багатьох коміксів, включаючи «Dilbert», «Pearls before Swine», «Cul de Sac, Pooch Café» та «Over the Hedge», створені RingTales. Powerhouse зняли понад 300 короткометражок Dilbert. Вони також створили анімаційний контент для освітніх компаній, включаючи TED-Ed, Brain Chase, Compass Learning,Ignite! Learning and the National Fire Protection Association.
Компанія створює анімаційний контент для веб-сайтів, подкастів та інших інтернет-компаній, включаючи кілька випусків «B.S. Report Animated Archives» і «Jalen Rose Story Time» для Grantland на ESPN, а також епізоди серіалу «Spoilers» Кевіна Сміта для SModcast і hulu. Вони також створили анімаційні відеоігри для iOS, такі як Mortal Kombat X, Epic Mickey і Epic Mickey 2, DC Universe Online, Darksiders 2, Starhawk, The Banner Saga, WARP, Avengers Initiative, Grey Goo, Disney's Hidden Worlds, Man of Steel та інші.
У 2013 році Powerhouse співпрацювали з Disney Interactive над створенням восьмисерійного сезону анімаційного серіалу «It's a Small World».
Powerhouse створили анімаційні рекламні ролики для таких брендів, як Old Spice, IAMS, Disney Parks, Disneyland, Metlife, Coca-Cola, Oreo, Mountain Dew, Ruffles, GoDaddy.com та інших. У 2015 році вони працювали з Weiden + Kennedy, щоб анімувати частину реклами для Weight Watchers, яку транслювали під час Super Bowl XLIX.
Студія Powerhouse створила анімаційні музичні відео для Lizzo, The Pains of Being Pure at Heart, Wale ft. French Montana, A Sound of Thunder і Lonestar. Компанія також розробляє оригінальні IP і анімувала серію для компанії з виробництва іграшок. У 2015 році компанія написала, створила, розробила та озвучила короткий серіал для Awesomeness/DreamWorksTV під назвою Advice Times with Grandpa Theo, який можна побачити на сторінці DreamWorksTV на YouTube. У 2017 році компанія працювала над численними роликами для пригодницької гри Agents of Mayhem.
З 2017 по 2021 рік Powerhouse Animation Studios працювали над мультсеріалом Netflix Castlevania за сценарієм Уоррена Елліса, створеного продюсерами Frederator Studios та Adi Shankar. Castlevania вийшов в ефір 7 липня 2017 року на Netflix.
У березні 2019 року для Netflix було анонсовано  анімаційний серіал на основі грецької міфології під назвою «Blood of Zeus».
У серпні 2019 року було оголошено, що Powerhouse працюватиме над Masters of the Universe: Revelation для Netflix. Телесеріал стане продовженням оригінальної серії He-Man and Masters of the Universe. Наприкінці жовтня 2019 року було анонсовано фільм «Heaven's Forest», події якого розгортаються в індо-футуристичному світі. Фільм був натхненний індійським епосом «Рамаяна».
Наприкінці червня 2021 року студія підписала угоду з Netflix.
2 жовтня 2021 року студія співпрацювала з OfflineTV для створення анімаційного музичного відео під назвою «Break Out».
5 жовтня 2021 року Powerhouse Animation співпрацювала з Super Monkey Ball та випустила трейлер для їхньої майбутньої гри.

## Рекламні ролики
- Кока-Кола
- Disney Parks
- Діснейленд
- GoDaddy.com
- IAMS
- Metlife
- Mountain Dew
- Old Spice
- Oreo
- Qubo
- Riddlin' Kids
- Ruffles
- Disney Cruise Line
- Royal Caribbean International
- Carnival Cruise Line

## Відео ігри
- Penny Arcade: On the Rain Slick Precipice of Darkness (2008–2013)
- RISK: Factions (2010)
- Epic Mickey (2010)
- DC Universe Online (2011)
- W.A.R.P. (2012)
- Starhawk (2012)
- Darksiders II (2012)
- Epic Mickey 2: The Power of Two (2012)
- Disney's Hidden Worlds (2013)
- The Banner Saga (2014–2018)
- Avengers Initiative (2014)
- Grey Goo (2015)
- Mortal Kombat X (2015)
- Agents of Mayhem (2017)

## Телесеріали
- It's a Small World: The Animated Series (2013)
- Henry Danger Motion Comic (2015)
- OK K.O.! Let's Be Heroes (2017–2019)
- Castlevania (2017–2021)
- The Adventures of Kid Danger (2018)
- Seis Manos (2019)
- Epithet Erased (2019)
- Santiago of the Seas (2020 – дотепер)
- Blood of Zeus (2020 – дотепер)
- Masters of the Universe: Revelation (2021 – дотепер)

### Майбутні релізи
- Tomb Raider (TBA)
- Heaven’s Forest (TBA)
- Skull Island (TBA)

## Фільми
- Jasper shorts (2010–2012)
- QT8: The First Eight (2019)